# 2008年夏季奥林匹克运动会中国足球队
中國男足以主辦國身份第四次參加奧運會足球比賽，分組賽階段會與巴西、比利時及紐西蘭同組。
- 领队：谢亚龙、南勇
- 教练：杜伊、殷铁生、米切尔、商瑞华、朱和元、高荣明、陈金刚
- 管理人員：李晓光、蒋晓军、罗钊、李 晨
- 隊醫：严诚、尹煜华

## 男足成员
球員分別為：韩鹏、周海滨、苑维玮、崔鹏、郜林、沈龙元、邱盛炯、李玮锋、姜宁、刘震理、朱挺、赵旭日、冯潇霆、戴琳、张鹭、谭望嵩、蒿俊闵、吕建军、万厚良、陈涛、董方卓、郑智；領隊為谢亚龙，教练分別為杜伊、殷铁生及米切尔。另外，負責管理的是李晓光與蒋晓军，軍医為严诚。

## 男子成绩
| 男子小组赛/C组/第06场 （时间:8月7日19:45，地点:沈阳奥体中心） | 中国 | 1:1 | 新西兰 |

| 男子小组赛/C组/第14场 （时间:8月10日19:45，地点:沈阳奥体中心） | 比利时 | 2:0 | 中国 |

| 男子小组赛/C组/第23场 （时间:8月13日19:45，地点:秦皇岛奥体中心） | 中国 | 0:3 | 巴西 |

## 女足
女足亦是第四次參與奧運，上屆奧運女足於分組賽出局。本屆賽事中，她們與瑞典、阿根廷及加拿大同組。
| 女子小组赛/E组/第02场 （时间:8月6日19:45，地点:天津奥体中心） | 中国 | 2:1 | 瑞典 |

| 女子小组赛/E组/第08场 （时间:8月9日19:45，地点:天津奥体中心） | 加拿大 | 1:1 | 中国 |

| 女子小组赛/E组/第15场 （时间:8月12日19:45，地点:秦皇岛奥体中心） | 中国 | 2:0 | 阿根廷 |